# 馮渠
馮渠（1553年—？），字達甫，號謙川，江西建昌府新城縣人，匠籍，明朝政治人物。

## 生平
萬曆元年（1573年）癸酉科江西鄉試第四十五名，萬曆十一年（1583年）癸未科會試第三十七名，登三甲第一百三十四名進士。刑部觀政，初授扬州府泰兴县知县，調繁直隶吴县，十四年降用，改福建盐运司知事，万历十六年，擔任廣東廣州府永安縣知縣（現紫金縣知縣），后由陳榮祖接任。十七年调繁番禺县，二十年升南京兵部职方司主事，二十一年十二月改任尚宝司司丞，二十三年六月升南京光禄寺少卿。二十七年正月補北光禄寺少卿，三十二年七月升太仆寺少卿。京察去職。

## 家族
曾祖馮時旭；祖父馮世祥；父馮希舉。母黃氏。具庆下。兄渾。弟沆、绍京。